# کازواکی کامیزونو
کازواکی کامیزونو (انگلیسی: Kazuaki Kamizono؛ زادهٔ ۲۸ نوامبر ۱۹۸۱) بازیکن فوتبال اهل ژاپن است.